# Kenji Nojima
Kenji Nojima (野島 健児?, Nojima Kenji; Tokyo, 16 marzo 1976) è un doppiatore giapponese affiliato con la Aoni Production.
È noto per aver doppiato Eiji Okumura in Banana Fish. Nojima è il figlio del doppiatore veterano Akio Nojima ed il fratello più giovane del doppiatore Hirofumi Nojima. Dal 2004 è sposato con la collega Chie Sawaguchi, con la quale ha avuto due figli.

## Ruoli principali

### Serie televisive anime
- A Little Snow Fairy Sugar (Tumeric)
- Air Gear (Akira Udō)
- Amatsuki (Heihachi)
- Banana Fish (Eiji Okumura)
- BECK: Mongolian Chop Squad (Yoshiyuki Taira)
- Blood+ (Karman)
- Blood-c (Fumito Nanahara)
- Blue Gender (Yuji Kaido)
- The Highschool Life of a Fudanshi (Toshiaki Nakamura)
- Fullmetal Alchemist: Brotherhood (Younger Slicer brother)
- Pretty Cure Splash☆Star (Kazuya Mishō)
- Guyver: The Bioboosted Armor (Shō Fukamachi)
- Hai to gensō no Grimgar (Adachi)
- Hitorinoshita - The Outcast (Xu San / Jo San)
- High School DxD (Yuto Kiba)
- Honey and Clover II (Yūta Takemoto [episode 12 only])
- Innocent Venus (Jō Katsuragi)
- Kanon 2006 (Kuze)
- Kinnikuman Perfect Origin Arc (Turboman)
- Koutetsu Sangokushi (Roshuku Shikei)
- Maid-sama! (Kuuga)
- Mobile Suit Gundam SEED Destiny (Yuna Roma Seiran, Bart Heim)
- Naruto (Menma)
- New Panty & Stocking with Garterbelt (Il Presidente di Daten City)
- Nurarihyon no Mago: Sennen Makyou (Mamiru Keikain)
- One Piece (Pell)
- Over Drive (Kôichi Terao)
- Pokémon Chronicles (Kenta)
- Sailor Moon Crystal (Mamoru Chiba/Tuxedo Mask)
- Record of School Wars: Muryo (Hajime Murata)
- Shakugan no Shana (Keisaku Sato)
- Shakugan no Shana Second (Keisaku Sato)
- Shangri-La Frontier (Sakai Tsukuyogi)
- Sister Princess (Wataru Minakami)
- Sister Princess: Re Pure (Wataru Minakami)
- Spiral: Suiri no kizuna (Kanone Hilbert)
- That Time I Got Reincarnated as a Slime (Leonard Jester)
- The Candidate for Goddess ([Erts Virny Cocteau)
- The Highschool Life of a Fudanshi (Toshiaki Nakamura)
- The Marshmallow Times (Lime)
- Transformers Animated (Wasp/Waspinator)
- Trigun (Richie)
- Ultimate Muscle (Jeager)
- Weiß Kreuz: Glühen (Todou master)
- Yakitate!! Japan (Takumi Tsubozuka)

### OVA e ONA
- Angel Sanctuary (Setsuna Mudo)
- Kachō no Koi (Ryuu Harada)
- Shakugan no Shana Tokubetsuhen: Koi to Onsen no Kōgai Gakushū! (Keisaku Sato)
- The Grimm Variations (Wilhelm Grimm)

### Film
- Blue Gender: The Warrior (Yuji Kaido)
- Clannad (Tomoya Okazaki)
- Shakugan no Shana (Keisaku Sato)

### Videogiochi
- Another Century's Episode 2 (Hikaru Ichijo)
- Ace Combat 5: The Unsung War (Hans Grimm)
- Ace Combat 6: Fires of Liberation (Toscha Mijasik)
- Arc - Il tramonto degli Spiriti (Kharg)
- Baroque (Worker Angel, Neophyte)
- D2 (Tom)
- Digimon Survive (Haruchika)
- Dragon Ball Legends (Giblet)
- DreamMix TV World Fighters (Microman)
- Dynasty Warriors (Lu Xun)
- Dynasty Warriors 2 (Lu Xun)
- Dynasty Warriors 3 (Lu Xun, Fu Xi)
- Dynasty Warriors 4 (Lu Xun)
- Dynasty Warriors 5 (Lu Xun)
- Dynasty Warriors 6 (Lu Xun)
- Dynasty Warriors: Strikeforce (Lu Xun)
- Dynasty Warriors 7 (Lu Xun)
- Dynasty Warriors 8 (Lu Xun)
- Dynasty Warriors 9 (Lu Xun)
- Fire Emblem Heroes (Ferdinand)
- Fire Emblem Echoes: Shadows of Valentia (Ferdinand)
- Genshin Impact (Albedo)
- Granblue Fantasy (Lobelia)
- Hiiro no Kakera 2: Hisui no Shizuku (Shigemori Akira)
- JoJo's Bizarre Adventure: Phantom Blood (Dio Brando (giovane))
- JoJo's Bizarre Adventure: All Star Battle (Melone)
- JoJo's Bizarre Adventure: Eyes of Heaven (Melone)
- Kurohyō 2: Ryū ga Gotoku Ashura hen (Tamotsu Saito)
- The Last Remnant (Rush Sykes)
- Makai Kingdom: Chronicles of the Sacred Tome (Alexander)
- Mega Man ZX Advent (Vent)
- Melty Blood (Shiki Tohno, Nanaya Shiki)
- Melty Blood Re-ACT (Shiki Tohno, Nanaya Shiki)
- Melty Blood: Act Cadenza (Shiki Tohno, Nanaya Shiki)
- Melty Blood Actress Again (Shiki Tohno, Nanaya Shiki)
- Pokémon Masters EX (Pedro)
- Pure Pure Mimi to Shippo no Monogatari (Takuya Midou)
- Reveal Fantasia: Mariel to Yōsei Monogatari (Oscar)
- Shadow Hearts (Keith Valentine)
- Shadow of the Colossus (Wander)
- Shin Megami Tensei: Digital Devil Saga (Serph)
- Shin Megami Tensei: Digital Devil Saga 2 (Serph, Schrödinger, Serph Sheffield)
- Shining Tears (Cupido)
- Shining Ark (Hiram)
- Star Fox: Assault (Fox McCloud)
- Suikoden: Tierkreis (Mubal)
- Summon Night 2 (Rocca)
- Fortezza superdimensionale Macross (Hikaru Ichijyo)
- Super Robot Wars Alpha (Hikaru Ichijo)
- Super Robot Wars Alpha Gaiden (Hikaru Ichijo)
- Super Robot Wars Alpha 3 (Hikaru Ichijo)
- Super Smash Bros. Brawl (Fox McCloud)
- Super Smash Bros. per Nintendo 3DS e Wii U (Fox McCloud)
- Tales of Vesperia (Cumore)
- Tales of the World: Radiant Mythology 2 (Guede)
- Tales of Innocence R (Kongwai Tao)
- Tales of the Rays (Kongwai Tao)
- Tales of Crestoria (Kongwai Tao)
- The Awakened Fate Ultimatum (Shin Kamikaze)
- The Legend of Heroes: Trails in the Sky (Glatz)
- The Legend of Heroes: Trails in the Sky SC (Glatz)
- The Legend of Heroes: Trails in the Sky the 3rd (Glatz)
- Tokimeki Memorial 2 (Junichirou Hokari)
- Tokimeki Memorial Girl's Side 2nd Kiss (Kazuyuki Akagi)
- Toshinden (videogioco 2009) (Toji Shinjo)
- WarTech: Senko No Ronde (Mika Mikii)
- Warriors Orochi (Lu Xun)
- Warriors Orochi 2 (Lu Xun)
- Warriors Orochi 3 (Lu Xun)
- Warriors Orochi 4 (Lu Xun)
- Yakuza 2 (Kazuma Kiryu (giovane))
- Yakuza Kiwami 2 (Kazuma Kiryu (giovane))
- Ys: Memories of Celceta (Remnos)
- Nessa no Rakuen (Ashraf)